# Anton Hykisch
Anton Hykisch (pseudonymy A. Horník, Ahy, Peter Arnošt; 23. února 1932 Banská Štiavnica – 17. července 2024) byl slovenský politik, spisovatel-prozaik, dramatik a autor literatury pro děti a mládež.

## Životopis
Narodil se v rodině úředníka a své vzdělání získal v Banské Štiavnici, Pukanci, v Levicích a nakonec v Bratislavě, kde studoval v letech 1951–1956 na Vysoké škole ekonomické.

### Profesní dráha
- 1956–1958 pracoval ve výzkumném ústavu
- 1958 v podniku Železniční stavitelství
- 1958–1962 v podniku Zahradnictví a rekreační služby města Bratislavy
- 1962–1969 pracoval jako literární redaktor v Československém rozhlase
- 1969–1974 v Ústřední knihovně Slovenské akademie věd
- 1974 pracoval v Díle
- 1987 se stal redaktorem a později i ředitelem vydavatelství Mladé letá

Ve volbách roku 1990 byl zvolen za Kresťanskodemokratické hnutie do Slovenské národní rady. V letech 1993–1997 byl velvyslancem Slovenské republiky v Kanadě.

## Pocta

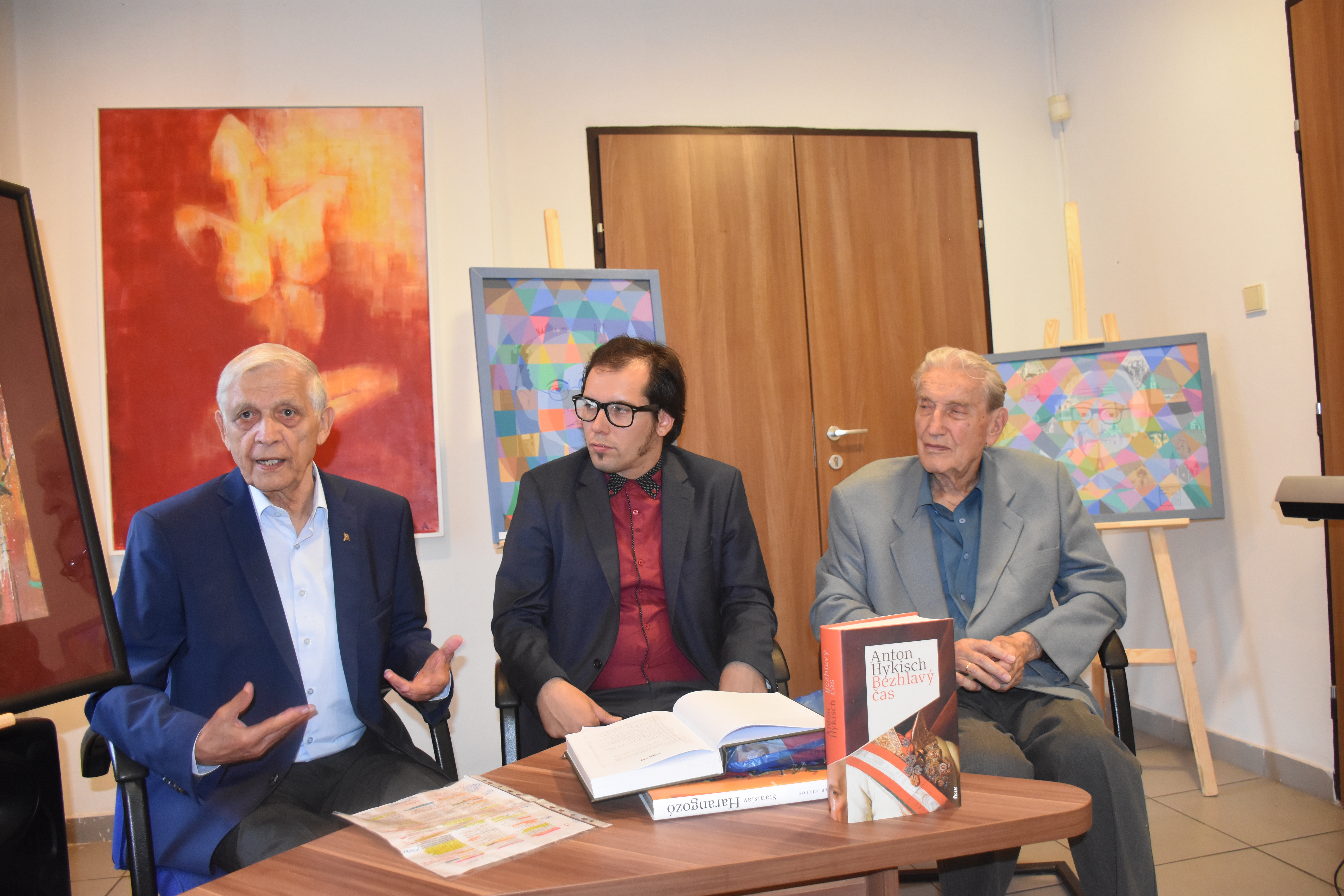
Viktor Timura, Lukáš Perný, Anton Hykisch na akci Matice slovenské

Matice slovenská si uctila Antona Hykische speciální besedou zorganizovanou v Domě Matice slovenské v Bratislavě, kde diskutoval po boku kulturologů Viktora Timury a Lukáše Perného (organizátor). Na akci prezentoval svůj život a tvorbu, se zaměřením především na tematiku národního obrození. Anton Hykisch o akci napsal:
„Jsem rád, že jsem se zúčastnil úspěšné akce. Děkuji Dr. Pernému za citlivé moderování prezentace knihy přítele Viktora Timury a mého románu Bezhlavý čas. Příjemným objevem byla pro mě tvorba Lidky Žákové. Těší mě, že jsem potkal přátele jako Anka Šikulová, Dalo Hajko, Josef Mikloško, Lacko Skrak. Jsem poctěn darem skvělého malíře a přítele Stanka Harangozó. Zvláště děkuji za dílo Touha Brigite Lehoťanové. Zažil jsem velmi příjemný večer, děkuji všem účastníkům a zejména organizátorům z Matice slovenské. Multikulturálními akcemi Matice slovenská dnes pomáhá sjednocovat všechny lidi dobré vůle, kterým záleží na dalším rozvoji samostatného Slovenska a jeho národní kultury."
Šlo o poslední zaznamenané veřejné vystoupení Antona Hykische. Svůj pozdravný text poslal ještě na vědeckou akci o odkazu bernolákovců, kterou organizovala Matice slovenská v Košicích.

## Tvorba

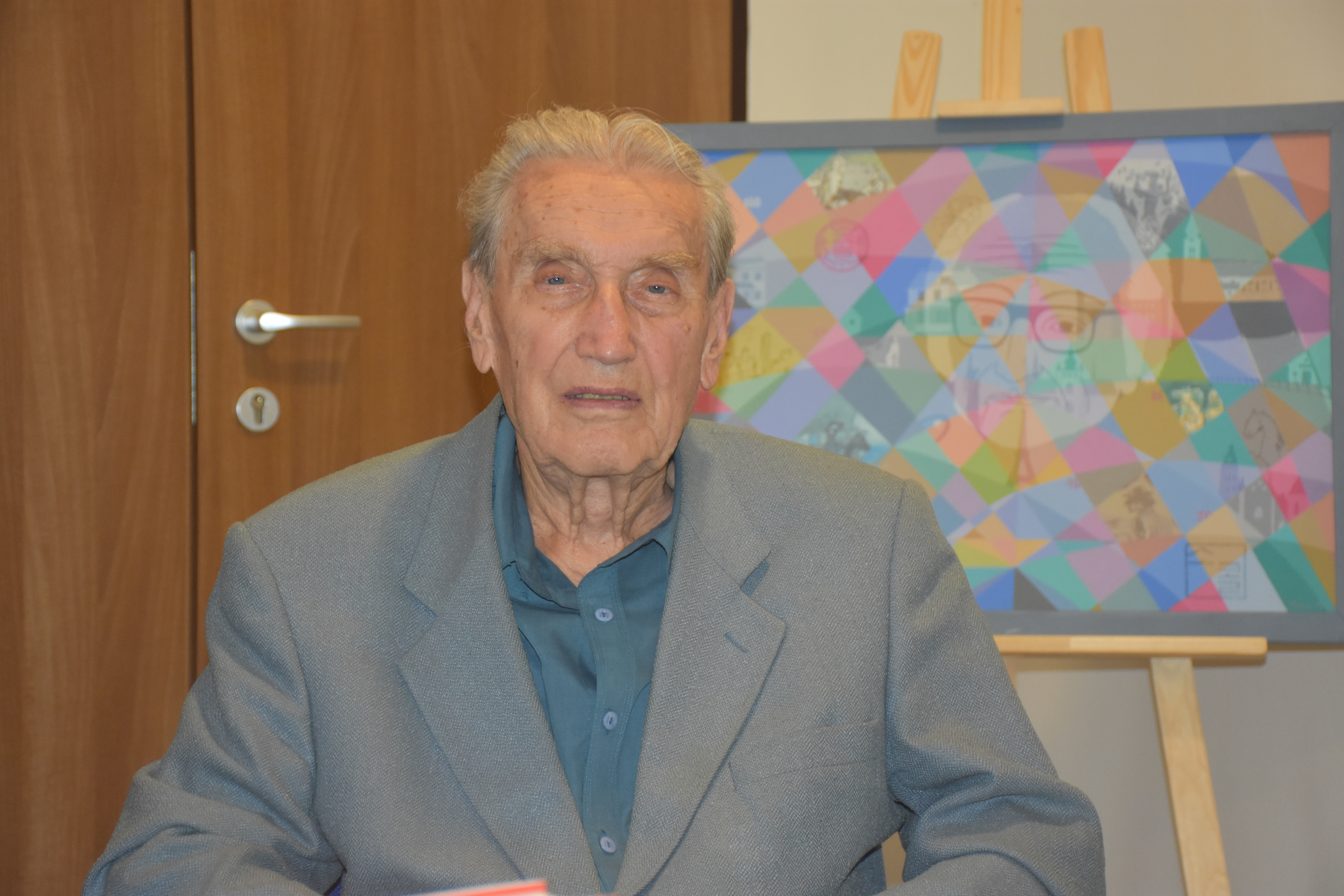
Anton Hykisch v Matici slovenské

Svá první díla začal publikovat v roce 1954, kdy se začal věnovat nejen próze, ale i literární publicistice. Zpočátku svoje díla publikoval v různých časopisech a první dílo mu knižně vyšlo v roce 1963. Ve svých dílech se věnuje vykreslení mezilidských vztahů, jejich ideálů i současného reálného života, psal také o problémech lásky a o existenčních problémech mladých lidí, řeší otázky osamělosti, přátelství a charakteru.

### Tvorba pro dospělé
- 1961 – Sen vchádza do stanice, novela
- 1963 – Krok do neznáma, debutový román (napsán a vydán v roce 1959, ale ihned po vydání byl skartován)
- 1963 – Stretol som ťa, povídka
- 1964 – Naďa, novela
- 1965 – Námestie v Mähringu, román
- 1971 – A nikde nenaješ klid neboli Vražda v lázních, detektivka (vyšlo jen v češtině)
- 1977 – Čas majstrov, dvojdílný historický román
- 1978 – Vzťahy, novela
- 1979 – Dobre utajený mozog, soubor vědecko-fantastických povídek a novel
- 1980 – Túžba, novela
- 1984 – Milujte kráľovnú, historický román
  - 1985 český překlad Herty Chrobákové, nakladatelství Československý spisovatel,[7] reedice 1986. Z tohoto překladu byla v roce 2018 v Českém rozhlasu zpracována dvanáctidílná četba na pokračování (účinkují: Dana Černá a Ivan Řezáč, režie: Dimitrij Dudík, pořad připravila: Jiřina Tejkalová, hudební spolupráce: Petr Šplíchal)[8]
  - 2017 český překlad Václava Králíčka[9]
- 1988 – Atómové leto, román – beletrizace aktuálních fakt
- 1990 – Obrana tajomstiev, sbírka fantazijních próz
- 1999 – Mária Terézia
- 2022 – Bezhlavý čas
  - 2023 český překlad Miroslava Zelinského

### Tvorba pro děti a mládež
- 1987 – Budúcnosť je už dnes, faktografická kniha
- 1989 – Kamarát Čipko, autorská pohádka spojená s populárně-naučnou literaturou

### Eseje
- 2001 – Nebojme sa sveta
- 2003 – Čo si o tom myslím